# Johnny Catherine
Pour les articles homonymes, voir Catherine.
 (mars 2011).
Si vous disposez d'ouvrages ou d'articles de référence ou si vous connaissez des sites web de qualité traitant du thème abordé ici, merci de compléter l'article en donnant les références utiles à sa vérifiabilité et en les liant à la section « Notes et références ».
Johnny Catherine, né le 29 septembre 1970 à Saint-Denis de La Réunion et mort assassiné le 26 décembre 2004 dans la même ville, est un champion du monde de boxe française réunionnais.

## Biographie
Enfant, son père ne le reconnaît pas et sa mère l'abandonne. Une de ses tantes va le recueillir ainsi que sa sœur Carole. Il est brièvement emprisonné, mais obtient sa libération avec l'appui de son avocat, Jean-Pierre Gauthier, lui permettant ainsi d'aller en métropole suivre un entraînement professionnel. Il accède à la notoriété en 1997 en remportant le titre de champion du monde en catégorie léger (moins de 63 kg). Par la suite, il remporte également le titre de champion d'Europe dans la même catégorie en 1998 et 2000.
Surnommé « le coq de Saint-François », il meurt assassiné le 26 décembre 2004, sous les coups d'une horde d'une vingtaine de jeunes de son quartier, battu à mort à coups de sabres à canne, de haches et de battes de baseball. Ses agresseurs lui ont ensuite tailladé le corps avec un sabre de samouraï, avant de lui couper la jambe à hauteur du mollet avec une hache. Parmi ses bourreaux, figure son fils illégitime, âgé de 15 ans au moment des faits. Le procès de neuf de ces jeunes (dont un mineur) se déroule le 12 septembre 2007 à Saint-Denis. Après huit jours de débats, la cour d'assise de La Réunion condamne sept accusés à des peines de prison allant d'un à dix ans.
Selon ses amis, Johnny Catherine était un violent pour qui jouer des poings était le seul moyen d’expression.
Un autre de ses fils, Laurent (qu'il avait reconnu), est lui-même assassiné le 23 janvier 2011 à l'âge de 19 ans par un des propres demi-frères de son père, d'un coup de fusil à bout portant le touchant en pleine carotide, à la suite d'un différend familial. Le jugement de cet oncle a lieu aux assises de Saint-Denis de La Réunion, en avril 2013. Thierry Payet, le tireur, est condamné à 15 ans de prison, et son frère Axel Catherine, conducteur et complice lors de l'attaque, à 12 ans.  
Johnny Catherine est enterré au cimetière de Saint-François, dans les hauts de Saint-Denis.

## Documentaires télévisés
- Johnny Catherine, le lion est mort, diffusé le 30 décembre 2013 dans 50 ans de faits divers sur 13e rue et sur Planète+ Justice.
- La malédiction du clan Catherine, 2019, diffusé sur France Ô en février 2020.